# ألان سيمبسون (لاعب كرة قاعدة)
ألان سيمبسون (بالإنجليزية: Allan Simpson)‏ هو لاعب كرة قاعدة أمريكي، ولد في 26 أغسطس 1977 في سبرينغفيلد في الولايات المتحدة.

## وصلات خارجية
- ألان سيمبسون على موقعبيزبول رفرنس.كوم (الدوري الرئيسي) (الإنجليزية)
- ألان سيمبسون على موقعبيزبول رفرنس.كوم (الدوري الثانوي) (الإنجليزية)